# Dassault Falcon 200
Il Dassault Falcon 200 era un aereo d'affari, costruito dalla Dassault Aviation, business sviluppato dal Falcon 20.

## Caratteristiche
Rispetto al Falcon 20, l'aereo da cui è stato sviluppato, il Falcon 200 aveva dei motori più potenti, ed altre varie migliorie che andavano ad aumentare l'autonomia, la capacità di carico ed il comfort.

## Storia
Il Falcon 20 fu annunciato nel 1979 al Paris Airshow. Il prototipo volò per la prima volta il 30 aprile 1980. Il velivolo si è rivelato così popolare che fu messo fuori produzione solamente nel 1988, sorpassato dai nuovi aerei della famiglia Falcon.

## Utilizzatori

### Militari
Francia
- Aéronavale

5 Falcon 200 in servizio all'aprile 2019.